# Микроинтервал
Микроинтервал (нем. Mikrointervall, фр. micro-intervalle, англ. microinterval) — общее обозначение музыкальных интервалов меньше полутона (четвертитон, трететон, шестинатон и т. д.). Микроинтервалы также иногда именуют «микротонами» (от англ. microtone) и «микрохроматическими интервалами».

## Краткая характеристика
Микроинтервалы использовались в энармонике греков, в экспериментальных интервальных системах в эпоху Возрождения (например, у Н.Вичентино), в композиторской музыке XX века (например, у А.Хабы, Г.Парча, Х. Каррильо), как обязательный элемент орнаментики — в традиционной музыке Востока (макам, мугам, шрути и др.) и в афроамериканском джазе (блюзовые ноты). В европейской традиции микроинтервалы диеса, комма, схизма и диасхизма известны по музыкально-теоретическим описаниям начиная с античности.
Микроинтервалы часто используются в контексте математико-акустических исследований, например, при сравнении различных октавных звукорядов друг с другом («комматическое различие» ступеней), двух однотипных интервалов в разных строях («комматический тритон») и т. п.

## Микроинтервал и микротон
Термин «микротон» (англ. microtone), который понимается как крошечная часть целого тона (но не «крошечный звук»; этимологически — «микро» + тон), распространён в англоязычном музыкознании (прежде всего, в США) и вероятно синонимичен термину «микроинтервал», распространённому в Германии, Франции, России. Крупнейшая англоязычная музыкальная энциклопедия «The New Grove Dictionary of Music and Musicians» (2001) определяет microtone, однако, по отношению не к целому тону, а по отношению к полутону — «любой музыкальный интервал или любое различие звуков по высоте, отчётливо меньшие чем полутон». Хотя под данное определение очевидно попадают комма, схизма, диасхизма и диеса (все они «отчётливо меньше полутона»), эти микроинтервалы не называют «микротонами» ни за рубежом, ни в России.